# Zelandotipula subfurcifer
Zelandotipula subfurcifer är en tvåvingeart som först beskrevs av Alexander 1945.  Zelandotipula subfurcifer ingår i släktet Zelandotipula och familjen storharkrankar.
Artens utbredningsområde är Honduras. Inga underarter finns listade i Catalogue of Life.